# Célestin Guynemer de la Hailandière

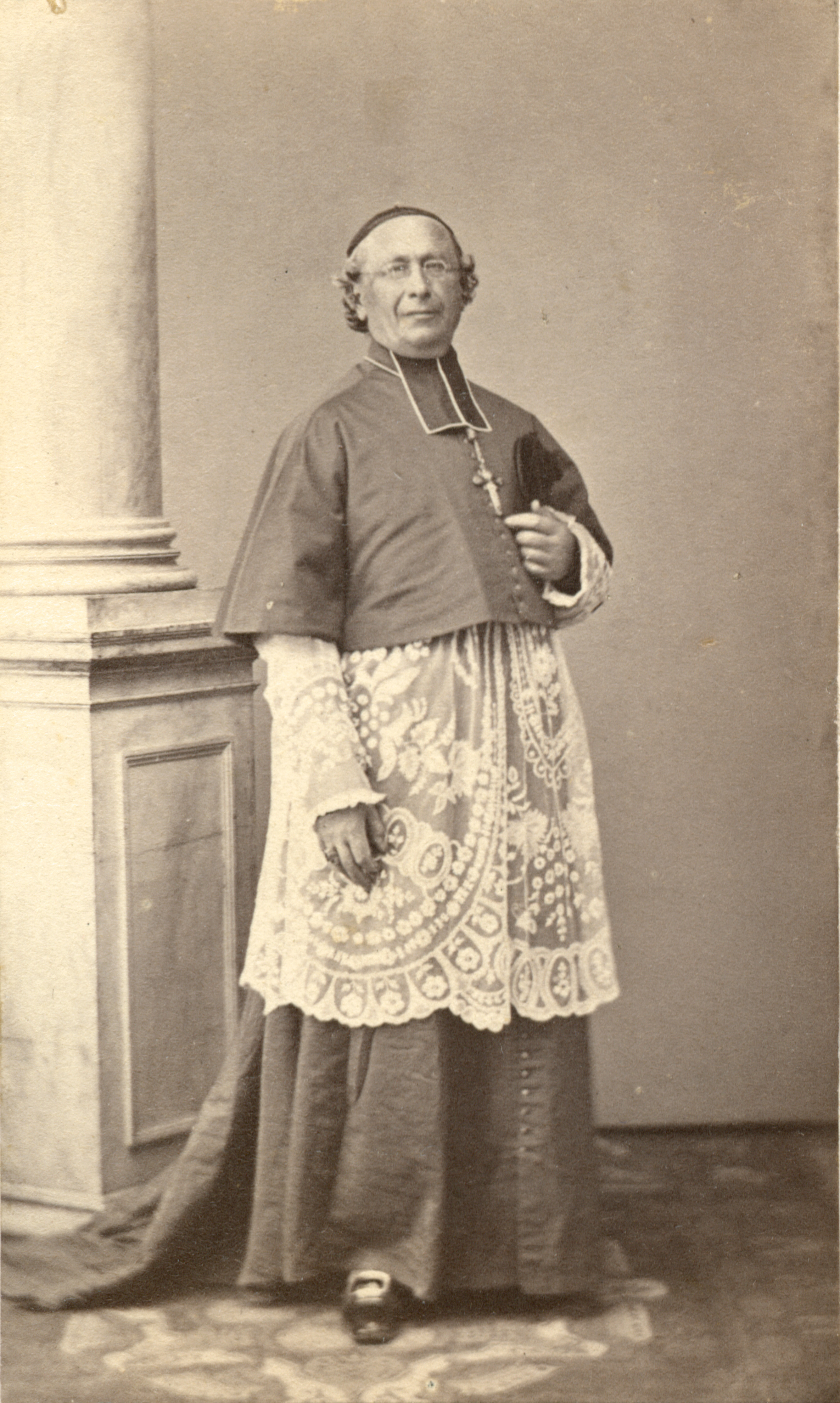
Bischof de la Hailandière

Célestin René Laurent Guynemer de la Hailandière (* 3. Mai 1798 in Combourg, Bretagne; † 1. Mai 1882 in Frankreich) war ein französischer römisch-katholischer Geistlicher und Bischof von Vincennes in Indiana.

## Leben
Er empfing am 28. Mai 1825 in Paris das Sakrament der Priesterweihe.
Im Jahr 1839 wurde er Generalvikar des Bistums Vincennes (heutiges Erzbistum Indianapolis). Am 17. Mai 1839 ernannte ihn Papst Gregor XVI. zum Koadjutorbischof dieser Diözese und Titularbischof von Axieri. Nach dem Tod von Simon Bruté de Rémur am 26. Juni desselben Jahres folgte er diesem als Diözesanbischof nach. Die Bischofsweihe empfing er am 18. August 1839 in Paris durch den Bischof von Nancy, Charles Forbin-Janson; Mitkonsekratoren waren Louis Blanquart de Bailleul, Bischof von Versailles, und Jean Louis la Mercier, Bischof von Beauvais.
De la Hailandière verzichtete 49-jährig nach achtjähriger Amtszeit am 16. Juli 1847 auf das Bistum Vincennes und kehrte nach Frankreich zurück, wo er 1882 starb. Sein Leichnam wurde nach Indiana gebracht und in der Alten Kathedrale von Vincennes beigesetzt.